# Stephanopis aruana
Stephanopis aruana là một loài nhện trong họ Thomisidae.
Loài này thuộc chi Stephanopis. Stephanopis aruana được Tord Tamerlan Teodor Thorell miêu tả năm 1881.